# دلي سواري (مقاطعة تشرام)
دلي سواري (بالفارسية: دلی سواری) هي قرية تقع في قسم بشتة ذيلايي الريفي (مقاطعة تشرام) في إيران. يقدر عدد سكانها بـ 36 نسمة بحسب إحصاء 2016.